# Tappen (North Dakota)
|  | Dieser Artikel wurde aufgrund von inhaltlichen Mängeln auf der Qualitätssicherungsseite des Projektes USA eingetragen. Hilf mit, die Qualität dieses Artikels auf ein akzeptables Niveau zu bringen, und beteilige dich an der Diskussion! Folgende Mängel sollten behoben werden, bevor diese Markierung entfernt werden kann: Noch kein ausreichender Artikel. |

Tappen ist eine Ortschaft im Kidder County im US-Bundesstaat North Dakota. Laut Volkszählung im Jahr 2010 hatte sie eine Einwohnerzahl von 197 auf einer Fläche von 3,1 km².  Die Bevölkerungsdichte liegt bei 63,5 pro km².

## Geschichte
Tappen wurde im Jahre 1882 gegründet. Die Ortschaft wurde nach dem Siedler Sheppard Tappen benannt. 25 km südlich von Tappen befindet sich die 1913 von deutschen Siedlern errichtete Glueckstal Lutheran Church.